# Widzenie (więziennictwo)
Widzenie – w zakładach karnych, jedyny sposób na bezpośredni kontakt z osadzonym.
Widzenie może odbywać się na dwa sposoby, w zależności od popełnionego przestępstwa i sprawowania w zakładzie karnym.
W przypadku osadzonych, którzy dobrze się sprawowali, widzenie może odbywać się przez bezpośrednią rozmowę twarzą w twarz, a w przypadku ciężkich przestępców widzenie odbywa się w specjalnych boksach, w których osadzony i odwiedzający są oddzieleni szybą, a rozmawiają ze sobą za pomocą słuchawki podobnej do słuchawki od telefonów stacjonarnych.
Wszystkie widzenia odbywają się w specjalnej sali do tego przeznaczonej, a rozmowy są podsłuchiwane przez strażników.